# Пухівник солонцевий
Пухівник солонцевий або кендир сарматський (Trachomitum sarmatiense) — вид трав'янистих рослин родини барвінкові (Apocynaceae), поширений у пд.-сх. Європі й зх. Азії.

## Опис
Багаторічна рослина 50–150 см заввишки. Листки яйцевидно-довгасті або еліптичні, на верхівці тупі, з дуже коротким гострим кінцем, 3–4.5 см завдовжки і 1.5–2 см шириною. Частки чашечки коротколанцетние, 1.5–2 мм довжиною і 0.7–1.2 мм шириною, тупі.

## Поширення
Європа: Болгарія, Росія, Україна (у т.ч. Крим); Азія: Іран, Ірак, Туреччина, Вірменія.
В Україні зростає на вологих солонцюватих місцях — на морському узбережжі, берегах річок і озер — спорадично майже по всьому узбережжю Чорного моря. Входить до переліків видів, які перебувають під загрозою зникнення на територіях Донецької області й м. Севастополя.